# دیوان محاسبات اروپا

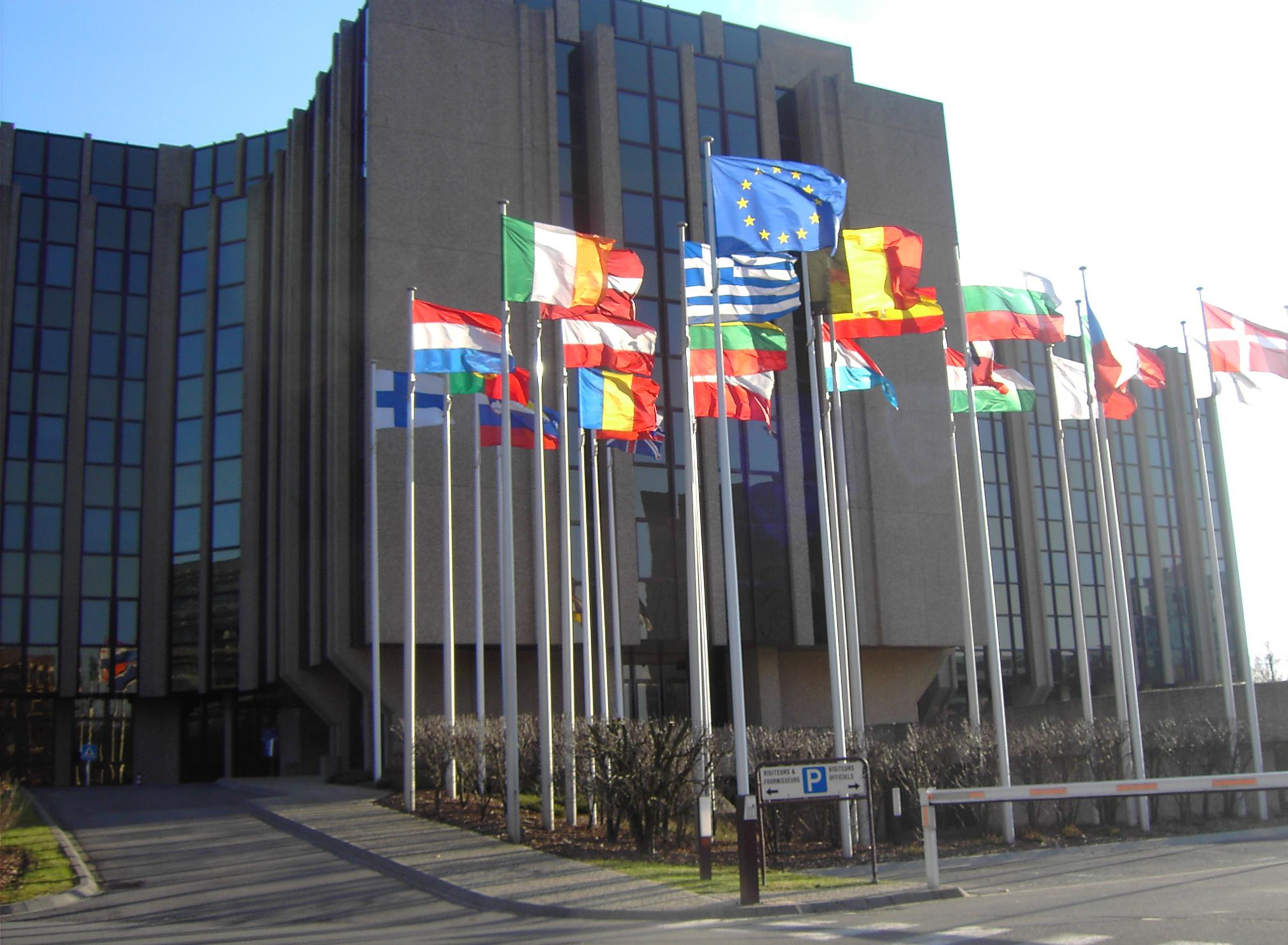
مقر دیوان محاسبات اروپا در شهر لوکزامبورگ

دیوان محاسبات اروپا، پنجمین نهاد در اتحادیه اروپا است که در سال ۱۹۷۵ ایجاد شده و مرکز آن در لوکزامبورگ است.

## تاریخچه
این دیوان، در سال ۱۹۷۵، بر اساس توافقنامه‌ای بین دولت‌های اروپایی ایجاد و در ۱۸ اکتبر ۱۹۷۷ رسمی شد و یک هفته پس از این تاریخ، نخستین جلسه رسمی خود را برگزار کرد. اگرچه در آن زمان، این نهاد هنوز یک نهاد قانونی نبود، ولی یک مجموعه بیرونی بود که برای حسابرسی اجتماعات اروپایی بود.
این نهاد تا زمان پیمان ماستریخت، هنوز به صورت حقوقی تعریف درستی نداشت ولی در زمان این پیمان، به عنوان پنجمین نهاد این سازمان انتخاب شد. این رخداد موجب شد تا این سازمان اختیارات بیشتری بدست بیاورد که از جمله این اختیارات می‌توان به بردن پرونده‌ها به دیوان دادگستری اروپا نام برد.

## عملکرد
با وجود نام آن این دیوان، هیچگونه عمکرد قضایی ندارد. این نهاد بیشتر یک سازمان حرفه‌ای جهت تحقیق و جستجو و حسابرسی است. نقش اصلی این دیوان، بررسی درستی مصرف بودجه اتحادیه اروپا است.